# Oliver Wolcott, Jr.

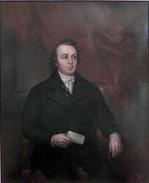
Oliver Wolcott, Jr.

Oliver Wolcott Jr. (Litchfield, Connecticut, 11 de gener del 1760 - Nova York, Estat de Nova York, 1 de juny del 1833) va ser el segon Secretari del Tresor dels Estats Units. Se'l coneix per ser el creador de la bandera del United States Customs Service i va dimitir degut a la seva impopularitat.